# Poliziottesco

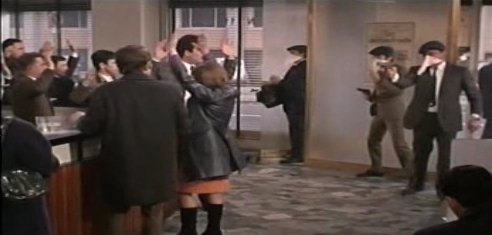
Banditerna i Milano från 1968.

Poliziottesco är en subgenre till den italienska kriminalfilmen. Genrens uppkomst och storhetstid sammanföll med de våldsamma så kallade blyåren i Italien under 1970-talet, med omfattande såväl kriminellt som politiskt våld.

## Inspiration
Som inhemsk inspiration nämns ofta Carlo Lizzanis Banditerna i Milano från 1968. Inspiration hämtades även från samtida franska kriminalfilmer och våldsamma amerikanska polisfilmer, såsom French Connection – Lagens våldsamma män, Dirty Harry och Serpico.

## Handling

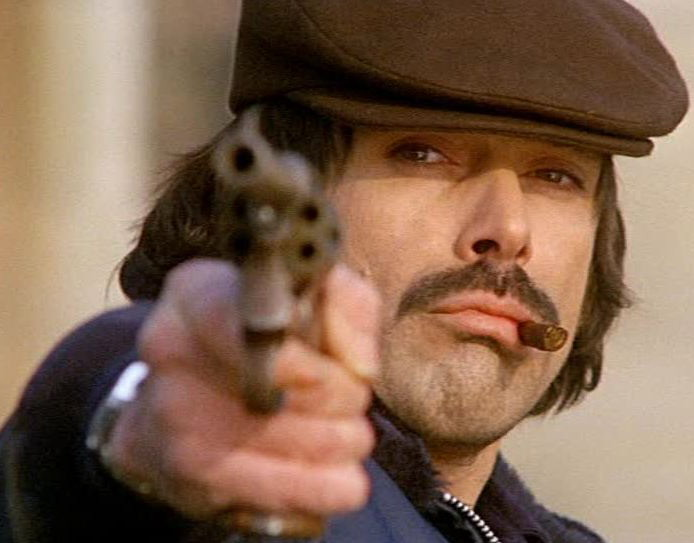
Squadra volante från 1974.

Handlingen rör ofta en enskild polis som motarbetas av sina chefer och som tvingas sänka sig till de kriminellas nivå för att lösa fallet. Ett annat vanligt tema är ett enskilt brottsoffer som tar lagen i egna händer sedan ett ineffektivt och korrumperat rättsväsende misslyckats med att skipa rättvisa. Utmärkande för genren är nivån av våld och den explicita skildringen av detta, inspirerat av de samtida giallofilmerna.

## Medverkande (urval)

### Regissörer
- Enzo G. Castellari
- Damiano Damiani
- Ruggero Deodato
- Lucio Fulci
- Sergio Grieco
- Romolo Guerrieri
- Umberto Lenzi
- Fernando Di Leo
- Carlo Lizzani
- Sergio Martino
- Stelvio Massi
- Giuliano Montaldo
- Elio Petri
- Sergio Sollima
- Duccio Tessari

### Skådespelare
- Mario Adorf
- Ursula Andress
- Carroll Baker
- Martin Balsam
- Laura Belli
- Helmut Berger
- Barbara Bouchet
- Sal Borgese
- Marcel Bozzuffi
- Charles Bronson
- Adolfo Celi
- Giovanni Cianfriglia
- Richard Conte
- Alain Delon
- Mel Ferrer
- Klaus Kinski
- Angelo Infanti
- Carla Mancini
- Luc Merenda
- Maurizio Merli
- Tomas Milian
- Gastone Moschin
- Franco Nero
- Jack Palance
- Oliver Reed
- Fernando Rey
- Edward G. Robinson
- Luciano Rossi
- Antonio Sabàto
- John Saxon
- Henry Silva
- Woody Strode
- Fabio Testi
- Massimo Vanni
- Gian Maria Volonté
- Eli Wallach
- Fred Williamson

### Filmer
- 1968 – Banditerna i Milano
- 1970 – Undersökning av en medborgare höjd över alla misstankar
- 1971 – Polisen mot maffian
- 1972 – La polizia ringrazia
- 1972 – Kaliber 9
- 1972 – Maffian ger order
- 1973 – Il boss
- 1973 – La polizia incrimina la legge assolve
- 1973 – Milano rovente
- 1973 – Revolver
- 1974 – Milano odia: la polizia non può sparare
- 1974 – Cani arrabbiati
- 1974 – Il cittadino si ribella
- 1974 – Il poliziotto è marcio
- 1974 – Squadra volante
- 1975 – Colpo in canna
- 1976 – Iskalla typer på heta bågar
- 1976 – Il grande racket
- 1976 – Liberi armati pericolosi
- 1976 – Napoli violenta
- 1977 – La belva col mitra
- 1977 – Napoli si ribella
- 1977 – Du tar mig aldrig levande
- 1980 – The Smuggler
- 1981 – Napoli, Palermo, New York - Il triangolo della camorra